# Sylvia Kersenbaum
Sylvia Haydée Kersenbaum (sinh 27 tháng 12 năm 1945) là một nghệ sĩ piano, nhà soạn nhạc và giáo viên người Argentina. Trong số những thứ khác, bà được công nhận đã thực hiện hoàn chỉnh 32 bản sonata piano Beethoven hai lần (1989–1990 và 2003–2004), và âm nhạc cho vở ballet The Masque of the Red Death, dựa trên câu chuyện của Edgar Allan Poe.

## Cuộc sống
Silvia Kersenbaum sinh tại Buenos Aires, Argentina, cha của bà là người Áo và mẹ người Ý. Bà bắt đầu học âm nhạc lúc tuổi bốn với mẹ, và bà bắt đầu học chơi piano trước khi bàn chân của bà có thể chạm tới bàn đạp. Sau đó bà học với Angélica C. de Roldan và sau đó theo học tại Conservatorio Nacional Superior de Música (Nhạc viện âm nhạc quốc gia) với giáo viên piano nổi tiếng nhất ở Argentina,Vincenzo Scaramuzza. Bà ra mắt tại Buenos Aires vào năm 1958 với bản Concerto số 1 của Beethoven, nhận được sự ca ngợi cao. Năm 1966, bà được trao học bổng của Chính phủ Ý để học tại Accademia Nazionale di Santa Cecilia (Học viện Quốc gia Santa Cecilia) ở Roma, nơi bà làm việc dưới sự giám hộ của Carlo Zecchi. Cô cũng học tại Accademia Musicale Chigiana ở Siena và với Nikita Magaloff ở Genève.
Tờ báo Unterhaltungs Blätter của Zürich cho biết: "Điều đáng chú ý là số nghệ sĩ trẻ và đủ điều kiện của Argentina trong những năm gần đây đã chinh phục công chúng châu Âu. Sau Argerich, Gelber, Barenboin, bạn phải thêm tên của Sylvia Kersenbaum, người thành công vang dội ở Zurich. "
Bà đã lưu diễn ở Đông Á, Châu Âu, New Zealand, Hoa Kỳ và Mexico. Bà đã thu âm nhạc của Beethoven, Chopin, Brahms, Paganini, Tchaikovsky, Liszt, Weber, Mendelssohn, Schubert, Granados, Glinka, Schumann, Franck, Scriabin, Berg, Mozart, Ginastera, Rachmaninoff, Bach, Grieg, Dohnányi, Falla, Gershwin, Hindemith, Haydn, Janáček, Piazzolla, Ravel và Strauss.
Năm 1976, bà chuyển đến Kentucky để gia nhập Khoa Âm nhạc tại Đại học Western Kentucky, vào năm 1990, bà được trao giải thưởng cao nhất và là giáo sư danh dự. Trong khi sống ở Kentucky, bà đã trải qua hơn hai thập niên với tư cách là nghệ sĩ hạc cầm của Dàn nhạc giao hưởng phương Tây Bowling Green.

## Giải thưởng và Công nhận
- Thành viên danh dự của Hội Beethoven Mỹ sau khi chơi chu kỳ 32 bản sonata của Beethoven vào năm 1990.
- Western Kentucky University Award cho nghiên cứu và sáng tạo (1990). Năm 2003, trường đại học thành lập một học bổng trong tên của bà.
- Hồ sơ và ghi âm của năm.
- Năm 1999, bà nhận được bằng khen Konex Merit cho piano cùng với Martha Argerich, Bruno Leonardo Gelber, Nelson Goerner và Manuel Rego. Bà được công nhận là thông dịch viên xuất sắc nhất trong thập kỷ qua.
- Được đặt tên là "Trình diễn nhạc cụ xuất sắc nhất" của Hiệp hội phê bình âm nhạc Argentina năm 2004.
- Có trong bộ sưu tập "100 Virtuosi của thế kỷ 20" của EMI cho phiên bản "Hexameron" của Liszt.